# NSB El 12 sorozat
Az NSB El 12 sorozat egy norvég  1'D tengelyelrendezésű 15 kV, 16,7 Hz AC áramrendszerű villamosmozdony-sorozat. Az NSB üzemeltette őket kettesével vagy hármasával csatolva nehéz vasércszállító vonatokhoz. Összesen 8 db készült belőle 1954-ben és 1957-ben a Motala Verkstad és a NOHAB gyáraiban. Kettő kettes egység lett megőrizve a sorozatból. A mozdonyok hasonlóak a svéd SJ Dm mozdonyokhoz.

## Története
A második világháború után a termelés újraindult az LKAB által üzemeltetett kirunai és malmbergeti bányákban, és a becslések szerint néhány éven belül 50%-kal nőtt a termelés. A megnövekedett forgalom okozta problémák megoldására a vasúttársaságok választhattak, hogy vagy kétvágányú vágányt építenek, vagy hosszabb vonatokat állítanak össze. Az utóbbi megoldást választották, és a norvég oldalon a tíz NSB El 3 sorozatú mozdonyt öt kettős szerelvényből három hármas szerelvényre alakították át egy tartalékkal, a két NSB El 4 sorozatú mozdonyt pedig kettős szerelvénnyé alakították át. Ez a megoldás azonban több mozdonyt igényelt volna.
A Svéd Államvasutak (SJ), amely a bányákból Riksgränsenbe közlekedő vonatokat üzemeltette, 1952-ben 12 Dm egység vásárlása mellett döntött, az 1950-es Da egységek alapján. Az NSB úgy döntött, hogy 1954-ben hat többé-kevésbé azonos egységet vásárol a Motala Verkstad-tól, 1957-ben pedig további kettőt a NOHAB-tól. Az érctermelés azonban tovább nőtt, és 1960-ban az SJ megrendelt egy középső szekciót a Dm-egységeihez, létrehozva a Dm+Dm3+Dm egységkonfigurációt. Az NSB úgy döntött, hogy három mozdonypárját hármas egységgé építi át, de 1967-ben az NSB hat új, technikailag sokkal fejlettebb NSB El 15 sorozatú mozdonyt rendelt. Az El 12-es egységeket 1989 és 1992 között kivonták a forgalomból.